# Screen Actors Guild Award voor een uitstekende prestatie door een mannelijke acteur in een hoofdrol
De Screen Actors Guild Award voor een uitstekende prestatie door een mannelijke acteur in een hoofdrol (Engels: Outstanding Performance by a Male Actor in a Leading Role) wordt sinds 1994 uitgereikt. Tom Hanks mocht de prijs als eerste in ontvangst nemen.

## Winnaars en genomineerden
De winnaars staan bovenaan in vette letters op een gele achtergrond. De overige acteurs en films die werden genomineerd staan eronder vermeld in alfabetische volgorde.

### 1994-1999
| Jaar                   | Acteur                     | Film |
| ---------------------- | -------------------------- | ---- |
| 1994 (1e)              |                            |      |
| Tom Hanks              | Forrest Gump               |      |
| Morgan Freeman         | The Shawshank Redemption   |      |
| Paul Newman            | Nobody's Fool              |      |
| Tim Robbins            | The Shawshank Redemption   |      |
| John Travolta          | Pulp Fiction               |      |
| 1995 (2e)              |                            |      |
| Nicolas Cage           | Leaving Las Vegas          |      |
| Anthony Hopkins        | Nixon                      |      |
| James Earl Jones       | Cry, the Beloved Country   |      |
| Sean Penn              | Dead Man Walking           |      |
| Massimo Troisi         | The Postman (Il Postino)   |      |
| 1996 (3e)              |                            |      |
| Geoffrey Rush          | Shine                      |      |
| Tom Cruise             | Jerry Maguire              |      |
| Ralph Fiennes          | The English Patient        |      |
| Woody Harrelson        | The People vs. Larry Flynt |      |
| Billy Bob Thornton     | Sling Blade                |      |
| 1997 (4e)              |                            |      |
| Jack Nicholson         | As Good as It Gets         |      |
| Matt Damon             | Good Will Hunting          |      |
| Robert Duvall          | The Apostle                |      |
| Peter Fonda            | Ulee's Gold                |      |
| Dustin Hoffman         | Wag the Dog                |      |
| 1998 (5e)              |                            |      |
| Roberto Benigni        | Life Is Beautiful          |      |
| Joseph Fiennes         | Shakespeare in Love        |      |
| Tom Hanks              | Saving Private Ryan        |      |
| Ian McKellen           | Gods and Monsters          |      |
| Nick Nolte             | Affliction                 |      |
| 1999 (6e)              |                            |      |
| Kevin Spacey           | American Beauty            |      |
| Jim Carrey             | Man on the Moon            |      |
| Russell Crowe          | The Insider                |      |
| Philip Seymour Hoffman | Flawless                   |      |
| Denzel Washington      | The Hurricane              |      |

### 2000-2009
| Jaar                   | Acteur                                                 | Film |
| ---------------------- | ------------------------------------------------------ | ---- |
| 2000 (7e)              |                                                        |      |
| Benicio del Toro       | Traffic                                                |      |
| Jamie Bell             | Billy Elliot                                           |      |
| Russell Crowe          | Gladiator                                              |      |
| Tom Hanks              | Cast Away                                              |      |
| Geoffrey Rush          | Quills                                                 |      |
| 2001 (8e)              |                                                        |      |
| Russell Crowe          | A Beautiful Mind                                       |      |
| Kevin Kline            | Life as a House                                        |      |
| Sean Penn              | I Am Sam                                               |      |
| Denzel Washington      | Training Day                                           |      |
| Tom Wilkinson          | In the Bedroom                                         |      |
| 2002 (9e)              |                                                        |      |
| Daniel Day-Lewis       | Gangs of New York                                      |      |
| Adrien Brody           | The Pianist                                            |      |
| Nicolas Cage           | Adaptation.                                            |      |
| Richard Gere           | Chicago                                                |      |
| Jack Nicholson         | About Schmidt                                          |      |
| 2003 (10e)             |                                                        |      |
| Johnny Depp            | Pirates of the Caribbean: The Curse of the Black Pearl |      |
| Peter Dinklage         | The Station Agent                                      |      |
| Ben Kingsley           | House of Sand and Fog                                  |      |
| Bill Murray            | Lost in Translation                                    |      |
| Sean Penn              | Mystic River                                           |      |
| 2004 (11e)             |                                                        |      |
| Jamie Foxx             | Ray                                                    |      |
| Don Cheadle            | Hotel Rwanda                                           |      |
| Johnny Depp            | Finding Neverland                                      |      |
| Leonardo DiCaprio      | The Aviator                                            |      |
| Paul Giamatti          | Sideways                                               |      |
| 2005 (12e)             |                                                        |      |
| Philip Seymour Hoffman | Capote                                                 |      |
| Russell Crowe          | Cinderella Man                                         |      |
| Heath Ledger           | Brokeback Mountain                                     |      |
| Joaquin Phoenix        | Walk the Line                                          |      |
| David Strathairn       | Good Night, and Good Luck                              |      |
| 2006 (13e)             |                                                        |      |
| Forest Whitaker        | The Last King of Scotland                              |      |
| Leonardo DiCaprio      | Blood Diamond                                          |      |
| Ryan Gosling           | Half Nelson                                            |      |
| Peter O'Toole          | Venus                                                  |      |
| Will Smith             | The Pursuit of Happyness                               |      |
| 2007 (14e)             |                                                        |      |
| Daniel Day-Lewis       | There Will Be Blood                                    |      |
| George Clooney         | Michael Clayton                                        |      |
| Ryan Gosling           | Lars and the Real Girl                                 |      |
| Emile Hirsch           | Into the Wild                                          |      |
| Viggo Mortensen        | Eastern Promises                                       |      |
| 2008 (15e)             |                                                        |      |
| Sean Penn              | Milk                                                   |      |
| Richard Jenkins        | The Visitor                                            |      |
| Frank Langella         | Frost/Nixon                                            |      |
| Brad Pitt              | The Curious Case of Benjamin Button                    |      |
| Mickey Rourke          | The Wrestler                                           |      |
| 2009 (16e)             |                                                        |      |
| Jeff Bridges           | Crazy Heart                                            |      |
| George Clooney         | Up in the Air                                          |      |
| Colin Firth            | A Single Man                                           |      |
| Morgan Freeman         | Invictus                                               |      |
| Jeremy Renner          | The Hurt Locker                                        |      |

### 2010-2019
| Jaar                  | Acteur                        | Film |
| --------------------- | ----------------------------- | ---- |
| 2010 (17e)            |                               |      |
| Colin Firth           | The King's Speech             |      |
| Jeff Bridges          | True Grit                     |      |
| Robert Duvall         | Get Low                       |      |
| Jesse Eisenberg       | The Social Network            |      |
| James Franco          | 127 Hours                     |      |
| 2011 (18e)            |                               |      |
| Jean Dujardin         | The Artist                    |      |
| Demián Bichir         | A Better Life                 |      |
| George Clooney        | The Descendants               |      |
| Leonardo DiCaprio     | J. Edgar                      |      |
| Brad Pitt             | Moneyball                     |      |
| 2012 (19e)            |                               |      |
| Daniel Day-Lewis      | Lincoln                       |      |
| Bradley Cooper        | Silver Linings Playbook       |      |
| John Hawkes           | The Sessions                  |      |
| Hugh Jackman          | Les Misérables                |      |
| Denzel Washington     | Flight                        |      |
| 2013 (20e)            |                               |      |
| Matthew McConaughey   | Dallas Buyers Club            |      |
| Bruce Dern            | Nebraska                      |      |
| Chiwetel Ejiofor      | 12 Years a Slave              |      |
| Tom Hanks             | Captain Phillips              |      |
| Forest Whitaker       | The Butler                    |      |
| 2014 (21e)            |                               |      |
| Eddie Redmayne        | The Theory of Everything      |      |
| Steve Carell          | Foxcatcher                    |      |
| Benedict Cumberbatch  | The Imitation Game            |      |
| Jake Gyllenhaal       | Nightcrawler                  |      |
| Michael Keaton        | Birdman                       |      |
| 2015 (22e)            |                               |      |
| Leonardo DiCaprio     | The Revenant                  |      |
| Bryan Cranston        | Trumbo                        |      |
| Johnny Depp           | Black Mass                    |      |
| Michael Fassbender    | Steve Jobs                    |      |
| Eddie Redmayne        | The Danish Girl               |      |
| 2016 (23e)            |                               |      |
| Denzel Washington     | Fences                        |      |
| Casey Affleck         | Manchester by the Sea         |      |
| Andrew Garfield       | Hacksaw Ridge                 |      |
| Ryan Gosling          | La La Land                    |      |
| Viggo Mortensen       | Captain Fantastic             |      |
| 2017 (24e)            |                               |      |
| Gary Oldman           | Darkest Hour                  |      |
| Timothée Chalamet     | Call Me by Your Name          |      |
| James Franco          | The Disaster Artist           |      |
| Daniel Kaluuya        | Get Out                       |      |
| Denzel Washington     | Roman J. Israel, Esq.         |      |
| 2018 (25e)            |                               |      |
| Rami Malek            | Bohemian Rhapsody             |      |
| Christian Bale        | Vice                          |      |
| Bradley Cooper        | A Star Is Born                |      |
| Viggo Mortensen       | Green Book                    |      |
| John David Washington | BlacKkKlansman                |      |
| 2019 (26e)            |                               |      |
| Joaquin Phoenix       | Joker                         |      |
| Christian Bale        | Ford v Ferrari                |      |
| Leonardo DiCaprio     | Once Upon a Time in Hollywood |      |
| Adam Driver           | Marriage Story                |      |
| Taron Egerton         | Rocketman                     |      |

### 2020-2029
| Jaar                 | Acteur                    | Film |
| -------------------- | ------------------------- | ---- |
| 2020 (27e)           |                           |      |
| Chadwick Boseman     | Ma Rainey's Black Bottom  |      |
| Riz Ahmed            | Sound of Metal            |      |
| Anthony Hopkins      | The Father                |      |
| Gary Oldman          | Mank                      |      |
| Steven Yeun          | Minari                    |      |
| 2021 (28e)           |                           |      |
| Will Smith           | King Richard              |      |
| Javier Bardem        | Being the Ricardos        |      |
| Benedict Cumberbatch | The Power of the Dog      |      |
| Andrew Garfield      | Tick, Tick... Boom!       |      |
| Denzel Washington    | The Tragedy of Macbeth    |      |
| 2022 (29e)           |                           |      |
| Brendan Fraser       | The Whale                 |      |
| Austin Butler        | Elvis                     |      |
| Colin Farrell        | The Banshees of Inisherin |      |
| Bill Nighy           | Living                    |      |
| Adam Sandler         | Hustle                    |      |
| 2023 (30e)           |                           |      |
| Cillian Murphy       | Oppenheimer               |      |
| Bradley Cooper       | Maestro                   |      |
| Colman Domingo       | Rustin                    |      |
| Paul Giamatti        | The Holdovers             |      |
| Jeffrey Wright       | American Fiction          |      |
| 2024 (31e)           |                           |      |
| Timothée Chalamet    | A Complete Unknown        |      |
| Adrien Brody         | The Brutalist             |      |
| Daniel Craig         | Queer                     |      |
| Colman Domingo       | Sing Sing                 |      |
| Ralph Fiennes        | Conclave                  |      |